# Alessandro Riberi
Alessandro Riberi (Stroppo, 24 aprile 1794 – Cuneo, 18 novembre 1861) è stato un medico e politico italiano.

## Biografia
Alessandro Riberi, appartenente ad una famiglia agiata, nacque il 24 aprile 1794 a Stroppo. Laureatosi in Chirurgia presso l'Università degli Studi di Torino nel 1815 e in Medicina presso l'Università degli Studi di Genova nel 1817, nel 1820 divenne Assistente nella Clinica Operativa dell'Ospedale Maggiore di San Giovanni Battista e già nel 1822 fu nominato Chirurgo assistente e Incisore anatomico dello stesso ospedale. Nello stesso anno venne nominato dal Re Carlo Felice Chirurgo Maggiore della 4ª Compagnia delle Guardie del Corpo del Re. Professore Sostituto di Chirurgia dell'Università nel 1825 e, l'anno successivo, Professore di Chirurgia operativa e di Ostetricia, fondò il Laboratorio di Anatomia e Chirurgia (tuttora esistente e a lui intitolato) per la ricerca scientifica e per la formazione degli studenti.
Divenuto Re di Sardegna nel 1831 Carlo Alberto, riconobbe i meriti del medico Riberi nominandolo Chirurgo della Casa Reale e della Sua Persona e il 20 giugno 1842 Chirurgo della Real Persona e dei suoi Familiari, del Duca e della Duchessa di Genova. Nominato Presidente del Consiglio Superiore Militare di Sanità il 16 luglio 1843, «fece approvare una legge che prescriveva che ogni medico militare dovesse essere medico-chirurgo, obbligando i già laureati a prendere la seconda laurea mancante», fondendo così i due corsi di laurea e fondò il Giornale di medicina militare. 

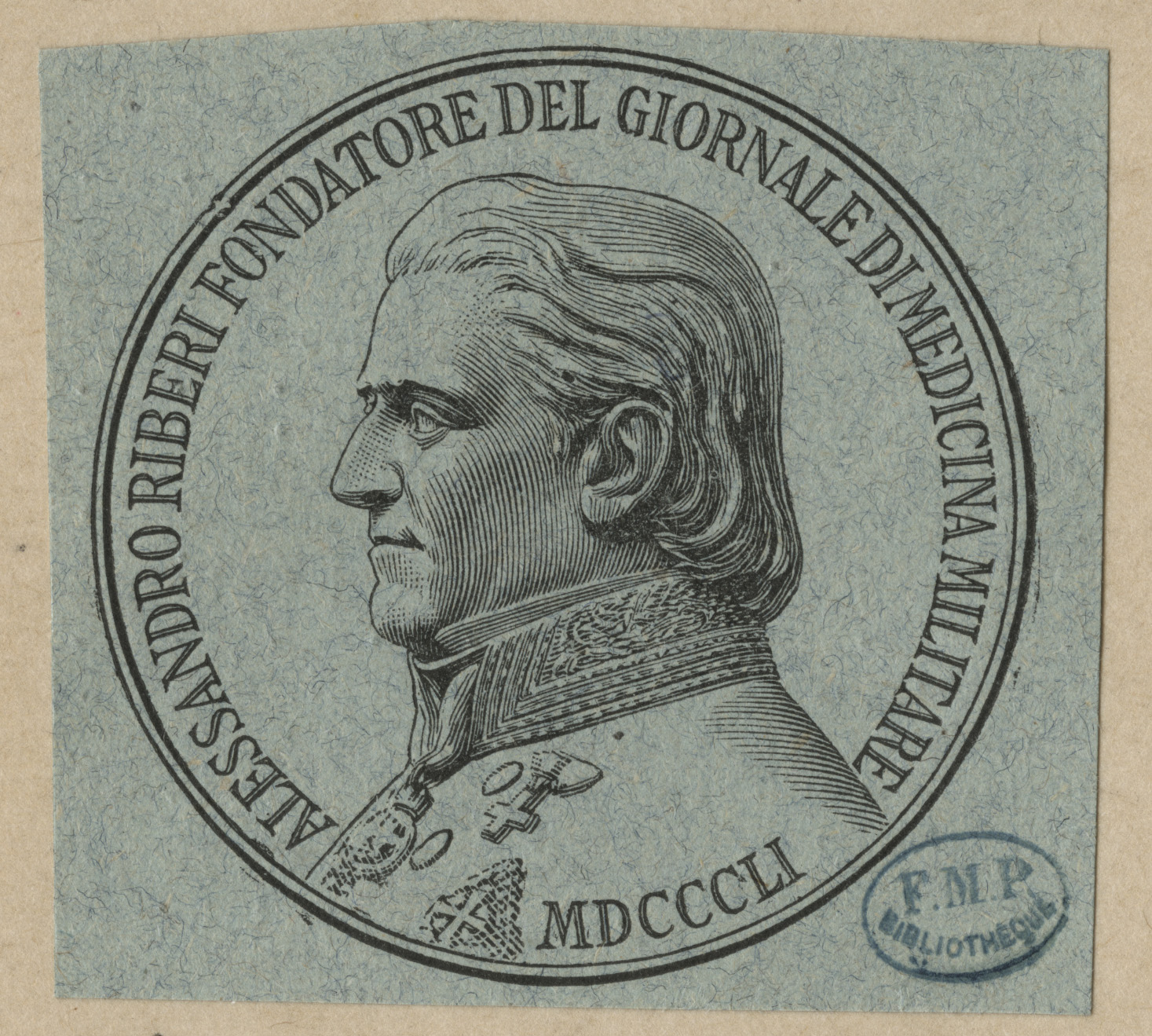
Alessandro Riberi

Presidente della Società medico-chirurgica di Torino nel 1845, la trasformò con altri suoi colleghi in Accademia di Medicina con Regio Biglietto del 24 febbraio 1846, sul modello dell'Accademia delle Scienze, di cui era Socio residente dal 23 gennaio 1842, ma rigorosamente specializzata nelle materie mediche. Introdusse negli ospedali l'uso dell'anestesia e spesso praticò l'agopuntura «sia per interventi chirurgici di vario genere sia per dare sollievo in diverse manifestazioni dolorose».
Nel 1848 fu eletto deputato nel Collegio di Dronero, l'anno successivo, il 10 luglio entrò in Senato. Fu Consigliere del Re dal 1848, Membro, prima Straordinario dal 1850 e poi Ordinario dal 1856 al 1861, del Consiglio Superiore della Pubblica Istruzione di cui divenne Vice Presidente.

Nel giugno 1849 andò a Porto per curare l'amico Carlo Alberto che, ormai moribondo, rinnovò la stima reciproca esclamando 
 e infine, riferendosi all'Italia, gli sussurrò: 
Fu anche Membro straordinario del Consiglio superiore di sanità, Membro del Consiglio direttivo delle cliniche universitarie nell'Ospedale Maggiore di S. Giovanni Battista, dell'Amministrazione dell'Opera di maternità e dell'Ospizio generale di carità di Torino. Inoltre fu Socio corrispondente dell'Accademia di Medicina di Francia, dell'Accademia Imperiale Medico-Chirurgica di S. Pietroborgo, dell'Accademia Fisico-Medico-Statistica di Milano, della Società Accademica di Medicina di Marsiglia, delle Società Mediche di Barcellona, di Lisbona, Consigliere del Magistrato del protomedicato e Preside della Facoltà di medicina e chirurgia dell'Università di Torino.

Fu abile chirurgo, i suoi allievi 
 era nei consulti privati 
Nel giugno 1861 cercò inutilmente di curare Camillo Benso di Cavour.
Visse celibe ed a chi gli chiedeva il motivo della scelta, rispondeva di non aver tempo per pensarci.
Di animo nobile e gentile, fu generoso con tutti, in vita e in morte. Negli ultimi anni della sua vita iniziò a proprie spese un Museo patologico nell'Ospedale di San Giovanni, nel quale fu Chirurgo ordinario per trentacinque anni. Rinunziò sempre al suo stipendio per qualche acquisto o miglioramento dell'Ospedale. 
Fondò un premio di lire mille per un concorso di medicina-chirurgica per i medici militari e una borsa di studio di lire seicento. Redigendo il testamento, lasciò un milione di lire a suo nipote e una serie di donazioni per varie opere, concorsi e premi tra cui uno ogni triennio per sette volte di Lire 20 000 all'accademia medico-chirurgica che contribuì a formarla.
Colpito da "entero-peritonite acuta" morì il 18 novembre 1861. È sepolto nel Cimitero monumentale di Torino.